# Villeherviers
Villeherviers és un municipi francès, situat al departament del Loir i Cher i a la regió de Centre – Vall del Loira. L'any 2007 tenia 485 habitants.

## Demografia

### Població
El 2007 la població de fet de Villeherviers era de 485 persones. Hi havia 180 famílies, de les quals 44 eren unipersonals (16 homes vivint sols i 28 dones vivint soles), 60 parelles sense fills i 76 parelles amb fills.
La població ha evolucionat segons el següent gràfic:
Habitants censats

### Habitatges
El 2007 hi havia 237 habitatges, 177 eren l'habitatge principal de la família, 38 eren segones residències i 21 estaven desocupats. 230 eren cases i 4 eren apartaments. Dels 177 habitatges principals, 127 estaven ocupats pels seus propietaris, 39 estaven llogats i ocupats pels llogaters i 12 estaven cedits a títol gratuït; 1 tenia una cambra, 7 en tenien dues, 23 en tenien tres, 53 en tenien quatre i 94 en tenien cinc o més. 162 habitatges disposaven pel capbaix d'una plaça de pàrquing. A 65 habitatges hi havia un automòbil i a 99 n'hi havia dos o més.

### Piràmide de població
La piràmide de població per edats i sexe el 2009 era:
| Homes | Edats   | Dones |
| ----- | ------- | ----- |
| 0     | 95 o +  | 4     |
| 0     | 90 a 94 | 4     |
| 4     | 85 a 89 | 24    |
| 0     | 80 a 84 | 0     |
| 12    | 75 a 79 | 12    |
| 8     | 70 a 74 | 4     |
| 12    | 65 a 69 | 8     |
| 16    | 60 a 64 | 4     |
| 16    | 55 a 59 | 4     |
| 12    | 50 a 54 | 20    |
| 28    | 45 a 49 | 32    |
| 28    | 40 a 44 | 32    |
| 12    | 35 a 39 | 8     |
| 16    | 30 a 34 | 16    |
| 8     | 25 a 29 | 0     |
| 12    | 20 a 24 | 24    |
| 12    | 15 a 19 | 12    |
| 16    | 10 a 14 | 36    |
| 12    | 5 a 9   | 16    |
| 8     | 0 a 4   | 8     |

## Economia
El 2007 la població en edat de treballar era de 317 persones, 246 eren actives i 71 eren inactives. De les 246 persones actives 225 estaven ocupades (123 homes i 102 dones) i 21 estaven aturades (12 homes i 9 dones). De les 71 persones inactives 16 estaven jubilades, 23 estaven estudiant i 32 estaven classificades com a «altres inactius».

### Ingressos
El 2009 a Villeherviers hi havia 175 unitats fiscals que integraven 424,5 persones, la mediana anual d'ingressos fiscals per persona era de 18.930 €.

### Activitats econòmiques
Dels 18 establiments que hi havia el 2007, 1 era d'una empresa extractiva, 3 d'empreses de fabricació d'altres productes industrials, 3 d'empreses de construcció, 2 d'empreses de comerç i reparació d'automòbils, 3 d'empreses d'hostatgeria i restauració, 2 d'empreses financeres, 1 d'una empresa immobiliària, 2 d'empreses de serveis i 1 d'una entitat de l'administració pública.
Dels 6 establiments de servei als particulars que hi havia el 2009, 1 era un taller de reparació d'automòbils i de material agrícola, 2 fusteries, 1 empresa de construcció i 2 restaurants.
L'any 2000 a Villeherviers hi havia 8 explotacions agrícoles.

## Equipaments sanitaris i escolars
El 2009 hi havia una escola elemental integrada dins d'un grup escolar amb les comunes properes formant una escola dispersa.

## Poblacions més properes
El següent diagrama mostra les poblacions més properes.